# Блинов, Сергей Николаевич
Сергей Николаевич Блинов (род. 1975) — российский государственный деятель, экс-сотрудник советских и российских органов государственной безопасности, генерал-лейтенант.

## Биография
Сергей Николаевич Блинов родился 11 сентября 1962 года в городе Семипалатинске Казахской Советской Социалистической Республики. Учился в средней школе в городе Армавире Краснодарского края. После её окончания поступил в Казанский авиационный институт. Окончил его в 1985 году, работал инженером-конструктором на производственном объединении «Красноярский радиотехнический завод».
В 1989 году поступил на службу в органы Комитета государственной безопасности при Совете Министров СССР. Прошёл путь от оперуполномоченного до высоких руководящих должностей. После распада СССР продолжал службу в системе Министерства безопасности — Федеральной службы безопасности Российской Федерации.
В 2008 году полковник Блинов был назначен на должность начальника Управления Федеральной службы безопасности Российской Федерации по Орловской области. Спустя некоторое время пребывания на этой должности получил очередное звание генерал-майора.
В последующие годы Блинов возглавлял Управления Федеральной службы безопасности Российской Федерации сначала по Нижегородской, затем по Брянской областям. В 2017 году вышел в отставку в звании генерал-лейтенанта.
С 2017 года занимает должность Главного федерального инспектора по Красноярскому краю.
Награждён орденом «За заслуги перед Отечеством» IV степени, медалями ордена «За заслуги перед Отечеством» 1-й и 2-й степеней, рядом других наград.